# Little Brother (Band)

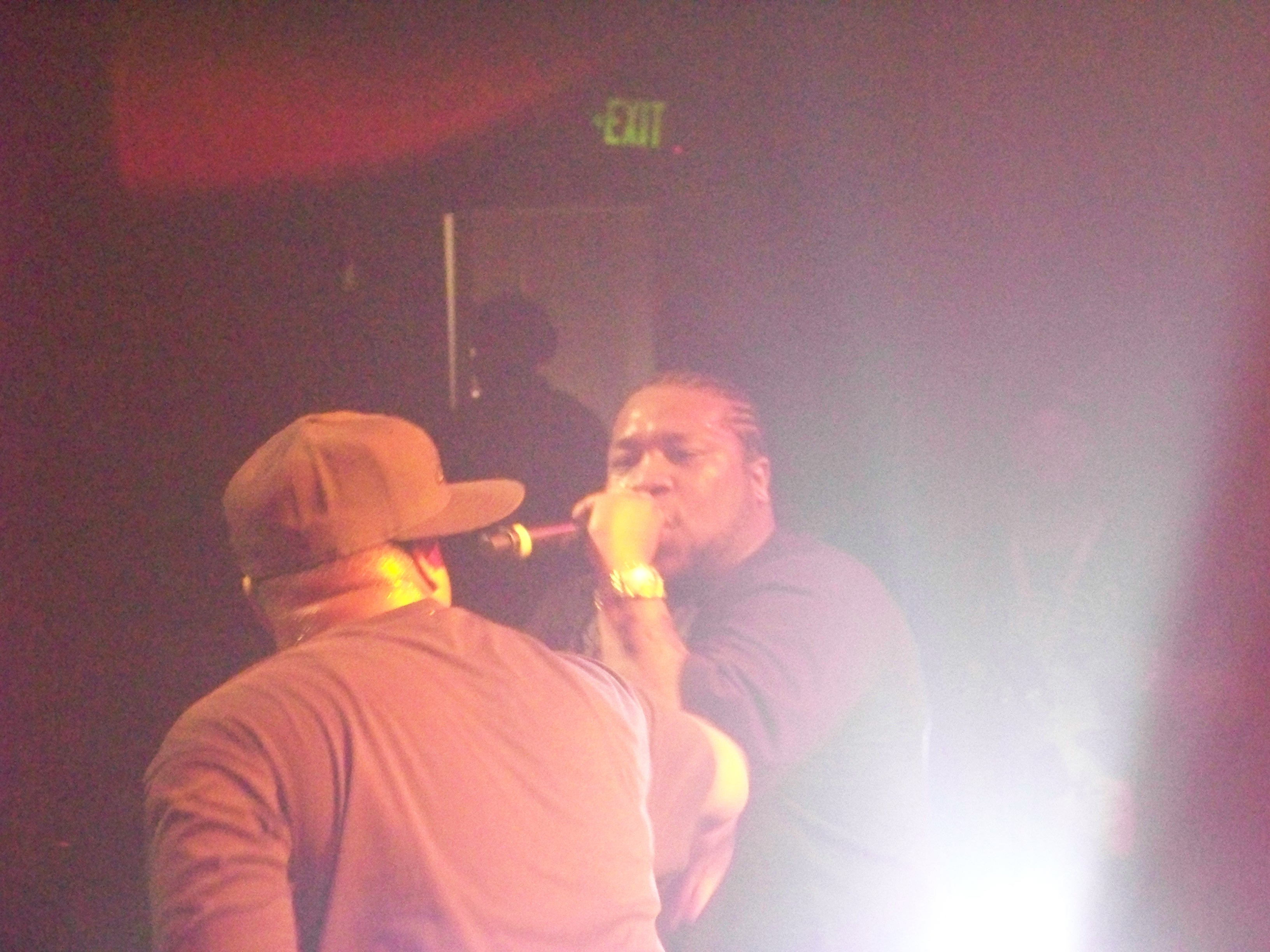
Little Brother im März 2008

Little Brother war eine US-amerikanische Hip-Hop-Gruppe aus Durham, North Carolina.

## Geschichte
Die drei Gründungsmitglieder der Gruppe waren die beiden Rapper Phonté (Phonte Coleman) und Rapper Big Pooh (Thomas Jones) und Produzent 9th Wonder (Patrick Douthit), allesamt ehemalige Studenten der North Carolina Central University. Inhaltlich und musikalisch orientierte sich die Gruppe weitgehend am Stil der Native Tongues, A Tribe Called Quest und De La Soul sowie Pete Rock & CL Smooth, die vor allem Mitte der 1990er erfolgreich waren. Ihr Name leitete sich davon ab, als dass sie sich als "kleine Brüder" dieser Musiker betrachteten.
Sie sind zudem Gründungsmitglieder der Justus League, einem Kollektiv unabhängiger Hip-Hop-Musiker aus North Carolina.
Ihr Debüt gaben sie im August 2001 mit der Single Speed. Dieses Werk erzählt vom Erfolg im Musikgeschäft, während man im normalen Leben weiterhin Probleme durchstehen muss. Im Jahr 2003 wurden sie vom Label ABB Records entdeckt und bekamen einen Plattenvertrag, so dass am 18. März desselben Jahres ihr erstes Album The Listening erschien. Dieses verhalf Little Brother aufgrund sehr guter Kritiken zu einem höheren Bekanntheitsgrad. Während dieses Album eine Sendung auf einem fiktionalen Radiosender darstellte, spielte das am 13. September 2005 folgende Album The Minstrel Show, dieses Mal auf dem Major-Label Atlantic Records, in einer fiktionalen Fernsehsendung. Es beschreibt unter anderem das Problem der Veränderung des Charakters bei medialem Erfolg. Zuvor erschien im Juni 2005 das Mixtape The Chittlin Circuit 1.5, das als kleiner Lückenfüller gedacht war, sich jedoch unter Fans extremer Beliebtheit erfreute.
Nach ihrer Trennung vom Major Label Atlantic Records aufgrund des wirtschaftlichen Misserfolgs hielten Little Brother ihre Fans mit Mixtapes bei Laune, wobei And Justus for All sogar gratis zu bekommen war.
Anfang 2007 gaben Phonte und Rapper Big Pooh bekannt, dass 9th Wonder nicht mehr ein Teil von Little Brother sei. Die Gruppe besteht aber in Form von den beiden MCs weiter. Als Gründe für die Trennung nannte Phonte die unterschiedliche Auffassung über die Ziele von Little Brother. So sei 9th Wonder durch seinen Aufstieg in die erste Liga der Hip-Hop-Produzenten eher daran interessiert Werbung für seine Instrumentale zu machen als sich als vollständiges Mitglied einer Gruppe zu identifizieren.
Das Ende 2007 erschienene Album Getback bekam trotz der fast vollständigen Abwesenheit von 9th Wonder (er produzierte einen Song) überwiegend positive Kritiken. Produziert wurde das Werk unter anderem von Illmind, Mr. Porter, Khrysis, Hi-Tek und Nottz. Als eine Art Trotzreaktion wegen des immer wieder verschobenen Veröffentlichungstermins seitens ABB Records stellte Phonte selbst das Album als Gratisdownload bei Okayplayer.com ein. 
Im Sommer 2008 veröffentlichten Little Brother ihr viertes Studioalbum And Justus for All, das aus den besten Tracks von dem sehr positiv aufgenommenen Mixtape And Justus for All (ohne DJ Shouts) und neuen Tracks der Gruppe besteht.
Der gleichen Logik folgend veröffentlichte Litte Brother nach dem Erfolg von And Justus for All (Einstieg in die Billboard Top 200) im November 2008 auch das Mixtape Separate but Equal als reguläres Album, mit dem Zusatz Drama Free Edition. Das Album ist frei von Mixtape-Elementen wie Shout Outs und Scratching etc. Zusätzlich sind einige neue Tracks vertreten.
Als Abschiedsgeschenk für ihre Fans hat Little Brother das Album Leftback aufgenommen, dass im April 2010 erschien. Gleichzeitig gaben Little Brother ihre Auflösung bekannt, allerdings sind Phonté und Rapper Big Pooh weiterhin als Solokünstler aktiv.
Im September 2018 traten Phonte, Rapper Big Pooh und 9th Wonder zum ersten Mal wieder zusammen auf. Im Mai 2019 gaben Phonte und Rapper Big Pooh bekannt, dass sie erneut unter Little Brother zusammenarbeiten würden. Im August 2019 erschien ihr neues Album May the Lord Watch.

## Diskografie

### Little Brother
- 2003: The Listening
- 2005: The Chittlin' Circuit 1.5
- 2005: The Minstrel Show
- 2006: The Commercial Free EP
- 2006: Separate but Equal w/DJ Drama
- 2007: And Justus for All w/Mick Boogie
- 2007: Getback
- 2008: And Justus for All
- 2008: Separate but Equal (Drama Free Edition)
- 2010: Leftback
- 2019: May the Lord Watch

### Phonté
- 2005: Connected (mit Nicolay als The Foreign Exchange)
- 2008: Leave It All Behind (The Foreign Exchange)
- 2010: Authenticity (The Foreign Exchange)
- 2011: Charity Starts at Home (Solo-Album)

### Big Pooh
- 2005: Sleepers
- 2009: The Delightful Bars